# 奧斯卡角
奧斯卡角（英語：Oscar Point），是南極洲的海岬，位於維多利亞地的斯科特海岸，處於馬卡姆島西北面1.9公里的特拉諾瓦灣北岸，由英國探險隊發現，現時由南極條約體系管理。